# 亞歷山大·梅列日科
亞歷山大·亞歷山德羅維奇·梅列日科（羅馬化：Oleksandr Oleksandrovych Merezhko；1971年2月14日—），烏克蘭政治人物、律師與教授，現任烏克蘭最高拉達議員、乌克兰最高拉达国际事务及议会合作委员会主席，為執政黨人民公僕黨員。他曾於基輔大學獲法學全博士學位，於2021年8月獲選烏克蘭榮譽律師。
2022年8月，烏克蘭國會（最高拉達）成立友台小組，梅列日科為小組的首任主席，他稱臺灣為「真朋友」，並多次發言批判中華人民共和國政府。
2023年5月，奥历山大·梅列日科对于中国宣称派遣特别代表调停乌俄战争的可能性沒有任何期待。他表示，连西方政治学家都说中国的中立实际上是「亲俄中立」，如果在谈论中国方面的任何和平尝试，那永远不会是基于国际法和乌克兰领土完整和主权的和平公正。奥历山大·梅列日科指出，乌克兰在中国提议的12点和平计划之中看到，它实际上是在试图帮助俄罗斯的。

## 備註
1. ↑  姓氏又譯梅雷日科[1]